# Кримська обласна рада народних депутатів XVII скликання
Кримська обласна рада народних депутатів сімнадцятого скликання — представничий орган Кримської області у 1980—1982 роках.
Нижче наведено список депутатів Кримської обласної ради 17-го скликання, обраних 24 лютого 1980 року в загальних та особливих округах. Всього до Кримської обласної ради 17-го скликання було обрано 230 депутатів.
| Прізвище, ім'я, по-батькові          | Місто чи район           | Виборчий округ | Посада | Примітки                          |
| ------------------------------------ | ------------------------ | -------------- | --- | --------------------------------- |
| Абрамова Надія Устинівна             | Феодосія                 | № 96           | секретар Кримського обласного комітету КПУ                                                                                          |                                   |
| Авраамов Георгій Миколайович         | Сімферопольський район   | № 200          | директор радгоспу-заводу «Виноградний»                                                                                              |                                   |
| Авраменко Володимир Олександрович    | Сімферополь              | № 85           | радіомеханік Сімферопольського телеательє Кримського обласного виробничого об’єднання «Побутрадіотехніка»                           |                                   |
| Аксьоненко Віра Вікторівна           | Кіровський район         | № 146          | майстер машинного доїння радгоспу-заводу «Старокримський»                                                                           |                                   |
| Арбузов Валерій Дмитрович            | Сакський район           | № 191          | завідувач відділу організаційно-партійної роботи Кримського обласного комітету КПУ                                                  |                                   |
| Ачкалова Людмила Миколаївна          | Керч                     | № 38           | машиніст крана Камиш-Бурунського залізорудного комбінату імені С. Орджонікідзе                                                      |                                   |
| Багров Микола Васильович             | Нижньогірський район     | № 174          | секретар Кримського обласного комітету КПУ                                                                                          |                                   |
| Балабуха Єлизавета Володимирівна     | Ялта                     | № 99           | телефоністка Ялтинського міського виробничо-технічного вузла зв’язку                                                                |                                   |
| Балагура Олександр Іванович          | Чорноморський район      | № 229          | голова Чорноморського райвиконкому                                                                                                  |                                   |
| Барановський Василь Васильович       | Сімферополь              | № 71           | заступник голови Кримського облвиконкому                                                                                            |                                   |
| Баркан Віталій Михайлович            | Керч                     | № 32           | слюсар Керченського міжколгоспного скляного комбінату                                                                               |                                   |
| Бахтін Юрій Георгійович              | Ленінський район         | № 167          | голова Кримського облвиконкому |                                   |
| Бацман Володимир Григорович          | Кіровський район         | № 143          | бригадир тракторної бригади колгоспу імені Червоної армії                                                                           |                                   |
| Беба Алла Миколаївна                 | Джанкойський район       | № 135          | головний економіст радгоспу «Україна»                                                                                               |                                   |
| Беренштейн Нусик Борисович           | Сімферополь              | № 60           | головний інженер Кримського виробничого трикотажного об’єднання                                                                     |                                   |
| Бикало Любов Григорівна              | Сімферополь              | № 52           | робітниця Сімферопольської кондитерської фабрики                                                                                    |                                   |
| Білокуренко Наталія Олексіївна       | Сімферополь              | № 56           | ливарниця Сімферопольського заводу пластмас імені 60-річчя Великої Жовтневої соціалістичної революції                               |                                   |
| Бобашинський Володимир Олександрович | Роздольненський район    | № 187          | редактор газети «Кримська правда»                                                                                                   |                                   |
| Бойко Федір Никонович                | Сакський район           | № 198          | голова Сакського райвиконкому |                                   |
| Большакова Тетяна Геннадіївна        | Красноперекопськ         | № 47           | апаратниця Кримського заводу пігментного двоокису титану імені 50-річчя СРСР                                                        |                                   |
| Бондарєв Вікторій Петрович           | Джанкой                  | № 11           | бригадир комплексної бригади будівельно-монтажного управління № 8 «Кримканалбуду»                                                   |                                   |
| Бондаренко Валентина Василівна       | Саки                     | № 48           | апаратниця Сакського хімічного заводу імені 50-річчя Радянської України                                                             |                                   |
| Бризицький Василь Іванович           | Євпаторія                | № 14           | наладчик цеху Євпаторійського машинобудівного заводу                                                                                |                                   |
| Бурко Віктор Михайлович              | Сімферополь              | № 67           | машиніст тепловоза Сімферопольського локомотивного депо Придніпровської залізниці                                                   |                                   |
| Важинська Любов Василівна            | Сімферопольський район   | № 212          | робітниця садівницької бригади Сімферопольської овоче-баштанної дослідної станції                                                   |                                   |
| Валькова Лідія Нилівна               | Керч                     | № 27           | завідувачка секції універмагу «Чайка» Керченського міськпромторгу                                                                   |                                   |
| Варичев Михайло Якович               | Алушта                   | № 5            | голова Алуштинського міськвиконкому                                                                                                 |                                   |
| Вєтхова Ірина Миколаївна             | Євпаторія                | № 13           | в’язальниця Євпаторійської фабрики індивідуального пошиття і ремонту одягу                                                          |                                   |
| Вініченко Марія Захарівна            | Чорноморський район      | № 227          | завідувачка птахівницької ферми колгоспу «Більшовик»                                                                                |                                   |
| Вітрук Олена Дмитрівна               | Сімферополь              | № 84           | штукатур пересувної механізованої колони № 176 тресту «Кримсільбуд»                                                                 |                                   |
| Волков Леонід Григорович             | Сімферопольський район   | № 204          | директор Кримрадгоспвинтресту |                                   |
| Гаврищук Ніна Павлівна               | Сімферополь              | № 77           | водій тролейбуса Кримського тролейбусного управління                                                                                |                                   |
| Гарбузенко Валентина Тимофіївна      | Сімферополь              | № 73           | пошивниця шкіргалантерейних виробів Сімферопольської шкіргалантерейної фабрики                                                      |                                   |
| Гарбузова Ніна Андріївна             | Бахчисарайський район    | № 117          | агроном радгоспу-заводу імені Чкалова                                                                                               |                                   |
| Гармаш Микола Данилович              | Роздольненський район    | № 189          | бригадир комплексу відгодівлі овець радгоспу «Роздольненський»                                                                      |                                   |
| Глаголєва Тетяна Йосипівна           | Керч                     | № 30           | конфекціонер Керченської швейної фабрики                                                                                            |                                   |
| Глазкова Ніна Іванівна               | Бахчисарайський район    | № 116          | бригадир виноградарської бригади радгоспу-заводу «Плодове»                                                                          |                                   |
| Гокова Ольга Володимирівна           | Джанкой                  | № 9            | продавець магазину № 36 Джанкойського міського торгу                                                                                |                                   |
| Гонтар Лідія Василівна               | Совєтський район         | № 218          | ланкова овочівницької бригади колгоспу «Нове життя»                                                                                 |                                   |
| Горустович Марія Василівна           | Красноперекопський район | № 162          | доярка радгоспу «Герої Сиваша» |                                   |
| Граціанов Олександр Васильович       | Ялта                     | № 98           | моторист Ялтинського морського торговельного порту                                                                                  |                                   |
| Григор'єва Людмила Олексіївна        | Сімферопольський район   | № 203          | старший оператор птахофабрики «Південна»                                                                                            |                                   |
| Губанова Леоніда Яківна              | Роздольненський район    | № 188          | доярка колгоспу «Шлях до комунізму»                                                                                                 |                                   |
| Гунько Микола Макарович              | Бахчисарайський район    | № 118          | голова правління колгоспу імені 60-річчя Радянської України                                                                         |                                   |
| Гуренко Федір Миколайович            | Ленінський район         | № 164          | голова Кримської обласної сільгосптехніки                                                                                           |                                   |
| Даниленко Михайло Макарович          | Білогірський район       | № 125          | голова Білогірського райвиконкому                                                                                                   |                                   |
| Дев'яткін Олексій Костянтинович      | Керч                     | № 34           | електрозварник Керченського заводу залізобетонних виробів                                                                           |                                   |
| Денисова Ольга Миколаївна            | Євпаторія                | № 22           | кухар кафе «Димок» Євпаторійського тресту ресторанів та їдалень                                                                     |                                   |
| Деньщук Віктор Михайлович            | Сімферополь              | № 66           | начальник Кримського відділка Придніпровської залізниці                                                                             |                                   |
| Дєдков Сергій Дмитрович              | Сімферополь              | № 72           | другий пілот літака АН-24 Сімферопольського авіаційного підприємства                                                                |                                   |
| Дзюбенко Микола Іванович             | Чорноморський район      | № 226          | електромонтер плавучої бурової установки «Сиваш» Чорноморського управління розвідувального буріння                                  |                                   |
| Донцов Дмитро Іванович               | Керч                     | № 42           | бригадир судноскладальників стапельного цеху Керченського суднобудівного заводу «Затока» імені Бутоми                               |                                   |
| Дроздов Федір Васильович             | Саки                     | № 51           | бригадир малярів Сакського будівельного управління № 41 тресту «Євпаторіябуд»                                                       |                                   |
| Дубов Валентин Федорович             | Керч                     | № 41           | голова Керченського міськвиконкому                                                                                                  |                                   |
| Євдокименко-Ротару Софія Михайлівна  | Ленінський район         | № 173          | солістка ансамблю «Червона рута» Кримської обласної філармонії                                                                      |                                   |
| Євтушенко Наталія Овсіївна           | Алушта                   | № 4            | заступник головного лікаря Алуштинської міської поліклініки                                                                         |                                   |
| Єгудін Володимир Ілліч               | Сімферопольський район   | № 209          | директор радгоспу «Урожайний» |                                   |
| Єрмаков Микола Панасович             | Сімферопольський район   | № 214          | військовий |                                   |
| Єрмоліна Неоніла Олександрівна       | Сімферополь              | № 78           | завідувачка організаційно-інструкторського відділу Кримського облвиконкому                                                          |                                   |
| Жвавець Галина Леонтіївна            | Сімферополь              | № 70           | пекар Сімферопольського хлібокомбінату                                                                                              |                                   |
| Жданов Юрій Володимирович            | Ленінський район         | № 172          | військовий |                                   |
| Житеньов Віктор Петрович             | Судацький район          | № 225          | генерал-майор морської авіації |                                   |
| Жорич Анатолій Петрович              | Судацький район          | № 223          | начальник Кримського обласного управління внутрішніх справ                                                                          |                                   |
| Жучков Іван Федорович                | Бахчисарайський район    | № 123          | голова Бахчисарайського райвиконкому                                                                                                |                                   |
| Заворотинська Людмила Полікарпівна   | Ялта                     | № 101          | робітниця Ялтинського рибокомбінату імені XXV з’їзду КПРС                                                                           |                                   |
| Зіннурова Людмила Іванівна           | Сімферополь              | № 82           | доцент кафедри філософії Сімферопольського державного університету імені Фрунзе                                                     |                                   |
| Іванова Ірина Володимирівна          | Сімферопольський район   | № 206          | робітниця радгоспу імені Дзержинського                                                                                              |                                   |
| Іванова Марія Дмитрівна              | Кіровський район         | № 147          | бригадир виноградарської бригади колгоспу «Україна»                                                                                 |                                   |
| Івановський Георгій Васильович       | Красногвардійський район | № 155          | начальник Кримського обласного управління культури                                                                                  |                                   |
| Івасенко Галина Дмитрівна            | Сімферополь              | № 81           | електромонтажниця Сімферопольського ремонтно-механічного заводу Укрремтресту                                                        |                                   |
| Ільїн Віктор Іванович                | Красногвардійський район | № 158          | секретар Кримського обласного комітету КПУ                                                                                          |                                   |
| Казанцева Любов Федотівна            | Євпаторія                | № 19           | лікарка дитячого санаторію «Батьківщина»                                                                                            |                                   |
| Казарін Павло Федорович              | Кіровський район         | № 148          | Кримський обласний військовий комісар                                                                                               |                                   |
| Калантай Олександра Яківна           | Джанкойський район       | № 133          | бригадир овочівницької бригади радгоспу імені 60-річчя Великої Жовтневої соціалістичної революції                                   |                                   |
| Калиміна Раїса Петрівна              | Феодосія                 | № 88           | контролер відділу технічного контролю Феодосійської тютюнової фабрики                                                               |                                   |
| Камлер Віктор Валентинович           | Євпаторія                | № 15           | водій автомобіля Євпаторійського міжрайонного виробничого об’єднання вантажного автотранспорту № 11663                              |                                   |
| Кантур Федір Іванович                | Совєтський район         | № 219          | начальник політичного відділу Кримської військово-морської бази                                                                     |                                   |
| Каплан Володимир Володимирович       | Красногвардійський район | № 157          | ланковий механізованої бригади радгоспу «Більшовик»                                                                                 |                                   |
| Капшук Георгій Іванович              | Красноперекопськ         | № 46           | 1-й секретар Красноперекопського міського комітету КПУ                                                                              |                                   |
| Карлова Валентина Пантеліївна        | Сакський район           | № 192          | викладач економіки Прибережненського радгоспу-технікуму                                                                             |                                   |
| Касьян Катерина Потапівна            | Білогірський район       | № 131          | виноградар колгоспу імені Калініна                                                                                                  |                                   |
| Кирієнко Микола Миколайович          | Білогірський район       | № 128          | тракторист-машиніст радгоспу-заводу «Передгір’я»                                                                                    |                                   |
| Кирилова Галина Миколаївна           | Ялта                     | № 111          | медична сестра санаторію «Лівадія»                                                                                                  |                                   |
| Кирін Георгій Семенович              | Роздольненський район    | № 186          | голова Роздольненського райвиконкому                                                                                                |                                   |
| Кляритський Лев Миколайович          | Сімферополь              | № 61           | завідувач відділу торговельно-фінансових органів Кримського обласного комітету КПУ                                                  |                                   |
| Ковриженко Олександра Миколаївна     | Красногвардійський район | № 156          | пташниця племптахорадгоспу «Дубровський»                                                                                            |                                   |
| Кожинова Ніна Василівна              | Феодосія                 | № 91           | кравчиня Феодосійської фабрики індивідуального пошиття та ремонту одягу                                                             |                                   |
| Козлова Любов Іванівна               | Сімферопольський район   | № 208          | трактористка радгоспу-заводу «Сонячний»                                                                                             |                                   |
| Колесник Леонід Васильович           | Красногвардійський район | № 151          | голова Красногвардійського райвиконкому                                                                                             |                                   |
| Колосов Йосип Федотович              | Ленінський район         | № 165          | бригадир слюсарів теплично-овочевого комбінату колгоспу імені Леніна                                                                |                                   |
| Колпаков Григорій Григорович         | Євпаторія                | № 21           | столяр будівельної дільниці викінчувальних робіт тресту «Євпаторіябуд»                                                              |                                   |
| Колтунова Галина Олександрівна       | Керч                     | № 36           | емалювальниця цеху емальованого посуду Керченського металургійного заводу імені Войкова                                             |                                   |
| Корецький Юрій Олександрович         | Феодосія                 | № 89           | матрос Феодосійського морського торговельного порту                                                                                 |                                   |
| Корнєєв Микола Іванович              | Алушта                   | № 3            | прокурор Кримської області |                                   |
| Костовський Олександр Миколайович    | Ленінський район         | № 166          | водій Ленінської районної сільгосптехніки                                                                                           |                                   |
| Костюк Ніна Василівна                | Ялта                     | № 106          | кухар санаторію імені Кірова |                                   |
| Котлярова Євдокія Сергіївна          | Сімферополь              | № 55           | швачка-мотористка Сімферопольської швейної фабрики імені Крупської Кримського виробничого швейного об’єднання                       |                                   |
| Кошевенко Валентина Дмитрівна        | Сакський район           | № 197          | завідувачка складу колгоспу імені Горького                                                                                          |                                   |
| Кравченко Олександр Дмитрович        | Керч                     | № 29           | судновий трубопровідник Керченського судноремонтного заводу                                                                         |                                   |
| Креславський Геннадій Данилович      | Сімферополь              | № 79           | директор Сімферопольського електромеханічного заводу                                                                                |                                   |
| Криворотов Володимир Іванович        | Красногвардійський район | № 153          | голова правління колгоспу «Росія»                                                                                                   |                                   |
| Кротенко Євген Дем'янович            | Сімферополь              | № 62           | завідувач будівельного відділу Кримського обласного комітету КПУ                                                                    |                                   |
| Крячун Андрій Васильович             | Ялта                     | № 108          | інструктор Кримського обласного комітету КПУ; голова Ялтинського міськвиконкому                                                     |                                   |
| Кудрявцева Тетяна Геннадіївна        | Алушта                   | № 1            | швачка Алуштинського міського комбінату побутового обслуговування                                                                   |                                   |
| Кузовков Сергій Володимирович        | Сімферополь              | № 69           | бригадир комплексної бригади Сімферопольського домобудівного комбінату тресту «Кримбуд»                                             |                                   |
| Курлигін Віктор Георгійович          | Первомайський район      | № 184          | 1-й секретар Первомайського районного комітету КПУ                                                                                  |                                   |
| Кутьїна Мирослава Арсентіївна        | Сімферопольський район   | № 202          | завідувачка свиноферми колгоспу «Шлях Леніна»                                                                                       |                                   |
| Левченко Олександра Василівна        | Євпаторія                | № 16           | генеральний директор Кримського виробничого об’єднання пивобезалкогольної промисловості                                             |                                   |
| Левчук Лариса Володимирівна          | Євпаторія                | № 18           | вчителька Євпаторійської середньої школи № 4                                                                                        |                                   |
| Лопатін Володимир Валентинович       | Феодосія                 | № 95           | слюсар Феодосійського механічного заводу                                                                                            |                                   |
| Лук'яненко Анатолій Антонович        | Бахчисарайський район    | № 119          | машиніст каменерізної машини Альминського заводу будівельних матеріалів                                                             |                                   |
| Лук'яненко Костянтин Петрович        | Сімферополь              | № 64           | голова Кримського обласного комітету народного контролю                                                                             |                                   |
| Майоров Володимир Ілліч              | Чорноморський район      | № 230          | військовий політпрацівник, контр-адмірал                                                                                            |                                   |
| Макаренко Віктор Сергійович          | Сімферопольський район   | № 210          | 1-й секретар Кримського обласного комітету КПУ                                                                                      |                                   |
| Макарова Валентина Василівна         | Керч                     | № 39           | ізолювальниця Керченської дільниці Сімферопольського спеціалізованого управління № 71 тресту «Термоізоляція»                        |                                   |
| Макєєв Андрій Іванович               | Сімферополь              | № 54           | начальник Кримського обласного управління торгівлі                                                                                  |                                   |
| Максимов Володимир Михайлович        | Сімферополь              | № 74           | голова Сімферопольського міськвиконкому                                                                                             |                                   |
| Малюк Тетяна Адамівна                | Джанкойський район       | № 140          | оператор-телятниця тваринницького комплексу радгоспу «Насінний»                                                                     |                                   |
| Мартинець Григорій Павлович          | Совєтський район         | № 216          | 1-й заступник начальника Кримського обласного управління сільського господарства                                                    |                                   |
| Меденець Олександр Якимович          | Бахчисарайський район    | № 120          | агроном колгоспу «Україна» |                                   |
| Мельникова Тетяна Максимівна         | Ялта                     | № 105          | різьбяр по дереву Ялтинського виробничого об’єднання «Таврія»                                                                       |                                   |
| Мельничук Катерина Петрівна          | Євпаторія                | № 20           | слюсар-складальник Євпаторійського дослідного механічного заводу                                                                    |                                   |
| Мірошниченко Володимир Миколайович   | Ялта                     | № 112          | начальник Кримського обласного управління кінофікації                                                                               |                                   |
| Могильова Наталія Володимирівна      | Сімферополь              | № 53           | монтажниця цеху № 2 заводу телевізорів імені 50-річчя СРСР Сімферопольського виробничого об’єднання «Фотон»                         |                                   |
| Могильник Віра Панасівна             | Джанкой                  | № 10           | робітниця Джанкойського консервного заводу                                                                                          |                                   |
| Моргун Раїса Леонідівна              | Білогірський район       | № 126          | бригадир садівницької бригади колгоспу «Росія»                                                                                      |                                   |
| Моторний Федір Порфирович            | Сімферопольський район   | № 205          | механізатор тракторної бригади колгоспу імені Жданова                                                                               |                                   |
| М'ягков Степан Петрович              | Первомайський район      | № 182          | голова Первомайського райвиконкому                                                                                                  |                                   |
| Нагаєва Римма Олександрівна          | Сімферополь              | № 58           | бригадир набійників малюнків Сімферопольської фабрики текстильно-художніх виробів                                                   |                                   |
| Надтока Сергій Іванович              | Керч                     | № 26           | газоелектрозварник Керченського труболиварного заводу                                                                               |                                   |
| Нікулін Валерій Панасович            | Євпаторія                | № 24           | 1-й секретар Кримського обласного комітету ЛКСМУ                                                                                    |                                   |
| Огурцов Іван Михайлович              | Красноперекопський район | № 161          | начальник обласного управління «Кримканалбуд»                                                                                       |                                   |
| Олейников Анатолій Васильович        | Красногвардійський район | № 154          | голова правління Кримської обласної спілки споживчих товариств                                                                      |                                   |
| Онищак Євген Іванович                | Ялта                     | № 103          | бетонник спеціалізованого ремонтно-будівельного управління № 2 тресту «Кримспецгідрорембуд»                                         |                                   |
| Орленко Лідія Петрівна               | Сімферополь              | № 59           | закрійниця швейного цеху Сімферопольської фабрики культпобуттоварів                                                                 |                                   |
| Орлов Михайло Павлович               | Керч                     | № 31           | бригадир бригади докерів-механізаторів Керченського морського торговельного порту                                                   |                                   |
| Орлова Людмила Леонідівна            | Саки                     | № 50           | ткаля Сакського комбінату побутового обслуговування                                                                                 |                                   |
| Пампушко Тетяна Оскарівна            | Нижньогірський район     | № 176          | завідувачка птахоферми колгоспу імені Войкова                                                                                       |                                   |
| Парамєєв Володимир Васильович        | Красноперекопський район | № 160          | завідувач Кримського обласного відділу соціального забезпечення                                                                     |                                   |
| Парова Валентина Василівна           | Красногвардійський район | № 150          | завідувачка інкубаторію бройлерної фабрики колгоспу «Дружба народів»                                                                |                                   |
| Пасюта Віктор Олімпійович            | Совєтський район         | № 215          | голова Совєтського райвиконкому |                                   |
| Пахомова Катерина Петрівна           | Феодосія                 | № 92           | в’язальниця Феодосійської панчішної фабрики імені 60-річчя Радянської України                                                       |                                   |
| Пересунько Олена Михайлівна          | Керч                     | № 25           | робітниця Керченського рибоконсервного філіалу об’єднання «Керчрибпром»                                                             |                                   |
| Пивоварова Валентина Григорівна      | Сімферополь              | № 75           | швачка-мотористка Сімферопольської швейно-галантерейної фабрики                                                                     |                                   |
| Пігарєв Володимир Ілліч              | Ялта                     | № 107          | інструктор відділу організаційно-партійної роботи Кримського обласного комітету КПУ; 1-й секретар Ялтинського міського комітету КПУ |                                   |
| Плетмінцев Володимир Григорович      | Сімферополь              | № 87           | начальник комбінату «Кримбуд» |                                   |
| Полудень Микола Петрович             | Ленінський р-н           | № 169          | начальник управління КДБ по Кримській області                                                                                       |                                   |
| Польщиков Анатолій Павлович          | Судацький район          | № 224          | голова Судацького райвиконкому |                                   |
| Польщиков Іван Андрійович            | Феодосія                 | № 93           | голова Феодосійського міськвиконкому                                                                                                |                                   |
| Пономаренко Олексій Андрійович       | Ялта                     | № 104          | слюсар Ялтинського міського молокозаводу                                                                                            |                                   |
| Пономарьов Володимир Єгорович        | Сімферополь              | № 86           | бригадир комплексної бригади будівельного управління № 53 тресту «Сімферопольпромбуд»                                               |                                   |
| Попова Олена Іванівна                | Джанкой                  | № 7            | токар-револьверниця Джанкойського машинобудівного заводу                                                                            |                                   |
| Потєхін Василь Євдокимович           | Кіровський район         | № 144          | завідувач Кримського обласного відділу народної освіти                                                                              |                                   |
| Пошевальников Володимир Степанович   | Ленінський район         | № 168          | голова Ленінського райвиконкому |                                   |
| Привалов Олександр Петрович          | Джанкой                  | № 8            | голова Джанкойського міськвиконкому                                                                                                 |                                   |
| Приходько Станіслав Григорович       | Нижньогірський район     | № 180          | начальник особливого відділу КДБ по Чорноморському флоту                                                                            |                                   |
| Прозорова Любов Василівна            | Євпаторія                | № 23           | телефоністка Євпаторійського міського вузла зв’язку                                                                                 |                                   |
| Пугачов Микола Миколайович           | Кіровський район         | № 141          | голова Кіровського райвиконкому |                                   |
| П'янков Федір Олександрович          | Феодосія                 | № 94           | завідувач фінансового відділу Кримського облвиконкому                                                                               |                                   |
| Рак Катерина Павлівна                | Кіровський район         | № 145          | бригадир виноградарської бригади № 8 радгоспу-заводу «Золоте поле»                                                                  |                                   |
| Ромась Тетяна Юріївна                | Нижньогірський район     | № 179          | майстер пошиття головних уборів Нижньогірського районного побутового комбінату                                                      |                                   |
| Рош Борис Іванович                   | Білогірський район       | № 129          | голова правління колгоспу «За мир»                                                                                                  |                                   |
| Рощупкін Олександр Мефодійович       | Керч                     | № 28           | 2-й секретар Кримського обласного комітету КПУ                                                                                      |                                   |
| Руденко Надія Іллівна                | Красноперекопський район | № 163          | бригадир-рисівник радгоспу «П’ятиозерний»                                                                                           | померла 4.09.1980                 |
| Руднєва Валентина Василівна          | Алушта                   | № 6            | бригадир радгоспу-заводу «Алушта»                                                                                                   |                                   |
| Рудченко Алім Михайлович             | Сімферополь              | № 76           | начальник Кримського обласного статистичного управління                                                                             |                                   |
| Русиник Василь Михайлович            | Керч                     | № 33           | директор Керченського заводу скловиробів                                                                                            | повноваження припинені 24.09.1980 |
| Рябовол Ганна Миколаївна             | Бахчисарайський район    | № 121          | садовод ефіроолійного радгоспу-заводу «Ароматний»                                                                                   |                                   |
| Савицька Ірина Петрівна              | Керч                     | № 40           | студентка Керченського філіалу Донецького інституту радянської торгівлі                                                             |                                   |
| Савицька Катерина Василівна          | Совєтський район         | № 217          | доярка колгоспу імені Леніна |                                   |
| Савчук Катерина Іванівна             | Джанкойський район       | № 137          | колгоспниця колгоспу імені Леніна                                                                                                   |                                   |
| Сазикіна Людмила Іванівна            | Феодосія                 | № 90           | 1-й секретар Феодосійського міського комітету КПУ                                                                                   |                                   |
| Самсонов Борис Іванович              | Джанкойський район       | № 132          | голова Джанкойського райвиконкому                                                                                                   |                                   |
| Сатін Михайло Григорович             | Первомайський район      | № 181          | завідувач сільськогосподарського відділу Кримського обласного комітету КПУ                                                          |                                   |
| Сахаров Юрій Іванович                | Білогірський район       | № 130          | секретар Кримського облвиконкому |                                   |
| Семакіна Алла Дем'янівна             | Судацький район          | № 222          | бригадир виноградарської бригади радгоспу-заводу «Судак»                                                                            |                                   |
| Семенцова Лідія Іванівна             | Ленінський район         | № 171          | бригадир молочнотоварної ферми радгоспу «Керченський»                                                                               |                                   |
| Семенчук Василь Леонтійович          | Чорноморський район      | № 228          | 1-й заступник голови Кримського облвиконкому                                                                                        |                                   |
| Сем'я Варвара Миколаївна             | Сімферополь              | № 57           | заступник голови профспілкового комітету Сімферопольського виробничого шкіряно-взуттєвого об’єднання імені Дзержинського            |                                   |
| Сидорова Віра Йосипівна              | Нижньогірський район     | № 175          | овочівник колгоспу імені XXI з’їзду КПРС                                                                                            |                                   |
| Сирота Григорій Панасович            | Ялта                     | № 100          | голова Кримської обласної ради профспілок                                                                                           |                                   |
| Следь Володимир Дмитрович            | Сакський район           | № 199          | військовий |                                   |
| Слободанюк Наталія Федорівна         | Сакський район           | № 193          | робітниця консервного цеху радгоспу «Дружба»                                                                                        |                                   |
| Смердіна Людмила Іванівна            | Євпаторія                | № 17           | продавець магазину № 42 Євпаторійського курортпродторгу                                                                             |                                   |
| Стадниченко Людмила Василівна        | Бахчисарайський район    | № 124          | завуч позакласної роботи середньої школи № 3 міста Бахчисарая                                                                       |                                   |
| Степанов Володимир Володимирович     | Сакський район           | № 194          | директор радгоспу «Саки» |                                   |
| Столяренкова Любов Миколаївна        | Сімферополь              | № 63           | свердлувальниця заводу пневмоустаткування Сімферопольського науково-виробничого об’єднання «Пневматика»                             |                                   |
| Сторожилова Галина Георгіївна        | Джанкойський район       | № 134          | доярка колгоспу «Заповіт Леніна» |                                   |
| Стрекалова Галина Павлівна           | Красноперекопськ         | № 43           | штукатур будівельного управління № 50 тресту «Перекопхімбуд»                                                                        |                                   |
| Талама Микола Васильович             | Красногвардійський район | № 149          | муляр-монтажник пересувної механізованої колони № 2 управління «Кримканалбуду»                                                      |                                   |
| Тарас Любов Володимирівна            | Ялта                     | № 113          | офіціантка будинку відпочинку «Волга»                                                                                               |                                   |
| Тарасюк Іван Степанович              | Сімферопольський район   | № 211          | 1-й секретар Сімферопольського районного комітету КПУ                                                                               |                                   |
| Татарська Ніна Федосіївна            | Ялта                     | № 114          | лікарка санаторію «Піонер» |                                   |
| Титаєва Наталія Іванівна             | Сімферополь              | № 68           | інженер-технолог механічного цеху Сімферопольського заводу продовольчого машинобудування імені Куйбишева                            |                                   |
| Ткаченко Дмитро Михайлович           | Красногвардійський район | № 159          | військовий |                                   |
| Ткаченко Любов Іванівна              | Ялта                     | № 110          | старший технолог комбінату харчування Ялтинського тресту ресторанів та їдалень                                                      |                                   |
| Тоскін Кирило Дмитрович              | Сімферополь              | № 65           | завідувач кафедри факультетської і госпітальної хірургії Кримського медичного інституту                                             |                                   |
| Троян Анатолій Сергійович            | Феодосія                 | № 97           | складальник Феодосійського механічного заводу                                                                                       |                                   |
| Тюханов Ігор Миколайович             | Первомайський район      | № 185          | голова Кримського обласного комітету ДТСААФ                                                                                         |                                   |
| Угнівенко Микола Єгорович            | Красногвардійський район | № 152          | директор Кримської державної обласної сільськогосподарської дослідної станції                                                       |                                   |
| Ульянов Геннадій Михайлович          | Красноперекопськ         | № 45           | бригадир монтажників будівельно-монтажного управління № 4 управління «Кримканалбуд»                                                 |                                   |
| Федорова Ганна Іванівна              | Кіровський район         | № 142          | машиністка електромостового крана Старокримського заводу залізобетонних виробів                                                     |                                   |
| Федяй Валентина Іванівна             | Сімферополь              | № 80           | студентка Кримського сільськогосподарського інституту імені Калініна                                                                |                                   |
| Фесенко Любов Дмитрівна              | Ленінський район         | № 170          | пташниця птахофабрики «Приморська»                                                                                                  |                                   |
| Фисіна Тамара Макарівна              | Сакський район           | № 195          | бригадир-розсадникар радгоспу-заводу «Євпаторійський»                                                                               |                                   |
| Фіголь Катерина Олексіївна           | Первомайський район      | № 183          | бригадир садівницької бригади колгоспу «Промінь»                                                                                    |                                   |
| Філіпчук Любов Андріївна             | Керч                     | № 35           | бригадир викінчувальників будівельного управління № 22 тресту «Керчметалургбуд»                                                     |                                   |
| Фіногєєв Борис Леонідович            | Алушта                   | № 2            | начальник Кримського обласного управління місцевої промисловості                                                                    |                                   |
| Фоменко Тетяна Тимофіївна            | Ялта                     | № 102          | старший продавець магазину № 38 Ялтинського курортплодоовочеторгу                                                                   |                                   |
| Фролова Олександра Омелянівна        | Нижньогірський район     | № 177          | голова Нижньогірського райвиконкому                                                                                                 |                                   |
| Хандогін Віктор Володимирович        | Бахчисарайський район    | № 122          | зварник Бахчисарайського комбінату «Будіндустрія»                                                                                   |                                   |
| Хлинов Юрій Олександрович            | Красноперекопськ         | № 44           | заступник голови Кримського облвиконкому                                                                                            |                                   |
| Храпаль Лідія Миколаївна             | Сімферопольський район   | № 213          | бригадир виноградарської бригади колгоспу імені Леніна                                                                              |                                   |
| Христенко Галина Миколаївна          | Сімферопольський район   | № 201          | помічник бригадира виноградарської бригади радгоспу-заводу «Янтарний»                                                               |                                   |
| Цьохла Ілля Павлович                 | Сімферопольський район   | № 207          | голова Сімферопольського райвиконкому                                                                                               |                                   |
| Чепуріна Римма Миколаївна            | Джанкойський район       | № 136          | заступник голови Кримського облвиконкому                                                                                            |                                   |
| Черфас Валентин Іванович             | Нижньогірський район     | № 178          | голова правління колгоспу імені Крупської                                                                                           |                                   |
| Чубаркіна Тамара Олексіївна          | Ялта                     | № 109          | завідувачка відділення санаторію «Ай-Даніль»                                                                                        |                                   |
| Чухров Валерій Миколайович           | Джанкой                  | № 12           | оглядач-ремонтник пунктів технічного огляду станції Джанкой Придніпровської залізниці                                               |                                   |
| Шабаєва Надія Миколаївна             | Бахчисарайський р-н      | № 115          | робітниця Кримської дослідної станції Всесоюзного сортонасінницького об’єднання цукрових буряків і тютюну                           |                                   |
| Шавін Олександр Федорович            | Джанкойський район       | № 138          | начальник Кримського обласного виробничого управління меліорації і водного господарства                                             |                                   |
| Шапошников Володимир Іванович        | Білогірський район       | № 127          | токар колгоспу «Перемога» |                                   |
| Швецов Володимир Олександрович       | Саки                     | № 49           | голова Сакського міськвиконкому |                                   |
| Шебаниць Наталія Павлівна            | Судацький район          | № 220          | бригадир виноградарської бригади радгоспу-заводу «Феодосійський»                                                                    |                                   |
| Шешуков Вікентій Іванович            | Керч                     | № 37           | голова Кримської обласної планової комісії                                                                                          |                                   |
| Шинкаренко Михайло Федорович         | Джанкойський район       | № 139          | бригадир овочівницької бригади радгоспу імені 8 Березня                                                                             |                                   |
| Шитьков Володимир Олексійович        | Роздольненський район    | № 190          | військовий | повноваження припинені 20.06.1980 |
| Шуляк Євгенія Савеліївна             | Сімферополь              | № 83           | штукатур будівельного управління № 51 тресту «Сімферопольпромбуд»                                                                   |                                   |
| Щукіна Віра Гнатівна                 | Судацький район          | № 221          | робітниця радгоспу-заводу «Коктебель»                                                                                               |                                   |
| Янковська Надія Михайлівна           | Сакський район           | № 196          | бригадир-виноградар колгоспу «Шлях до комунізму»                                                                                    | повноваження припинені 3.07.1981  |
| Артем'єв В.А.                        | Роздольненський район    | № 190          | військовий | дообраний 24.09.1980              |
| Бихов Леонід Васильович              | Керч                     | № 33           | начальник управління КДБ по Кримській області                                                                                       | дообраний 2.11.1980               |
| Кокоуліна Ніна Сергіївна             | Красноперекопський район | № 163          | рисівник радгоспу «П’ятиозерний» | дообрана 2.11.1980                |
| Овчар Галина Пилипівна               | Сакський район           | № 196          | бригадир виноградарської бригади колгоспу «Росія»                                                                                   | дообрана 16.09.1981               |
| Легков Ернест Павлович               |                          |                | завідувач Кримського обласного відділу охорони здоров’я                                                                             | дообраний 16.09.1981              |

10 березня 1980 року відбулася 1-а сесія Кримської обласної ради народних депутатів 17-го скликання. Головою виконкому обраний Бахтін Юрій Георгійович; першим заступником голови виконкому — Семенчук Василь Леонтійович;  заступниками голови виконкому — Барановський Василь Васильович,  Хлинов Юрій Олександрович, Чепуріна Римма Миколаївна; секретарем облвиконкому — Сахаров Юрій Іванович.
Членами виконкому ради обрані:  Жорич Анатолій Петрович,  Котлярова Євдокія Сергіївна,  Криворотов Володимир Іванович, Лук'яненко Костянтин Петрович,  Макаренко Віктор Сергійович, Максимов Володимир Михайлович, Мартинець Григорій Павлович, П'янков Федір Олександрович, Шешуков Вікентій Іванович.
Головами комісій Кримської обласної Ради обрані: мандатної — Арбузов Валерій Дмитрович, планово-бюджетної — Рудченко Алім Михайлович, з питань промисловості, транспорту і зв'язку — Левченко Олександра Василівна, з питань сільського господарства — Авраамов Георгій Миколайович, з питань народної освіти — Зіннурова Людмила Іванівна, з питань культурно-освітньої роботи — Сазикіна Людмила Іванівна, з питань торгівлі і громадського харчування — Тарасюк Іван Степанович, з питань охорони природи і раціонального використання природних ресурсів — Курлигін Віктор Георгійович , з питань побутового обслуговування населення — Даниленко Михайло Макарович, з питань будівництва і промисловості будівельних матеріалів — Варичев Михайло Якович, з питань праці і побуту жінок, охорони материнства і дитинства — Фролова Олександра Омелянівна, з питань комунального господарства, благоустрою і шляхового будівництва — Привалов Олександр Петрович, з питань соціалістичної законності і охорони державного та громадського порядку — Балагура Олександр Іванович, з питань охорони здоров'я і соціального забезпечення — Тоскін Кирило Дмитрович, у справах молоді — Капшук Георгій Іванович.
Сесія затвердила обласний виконавчий комітет у складі: голова планової комісії — Шешуков Вікентій Іванович, завідувач відділу народної освіти — Потєхін Василь Євдокимович, завідувач відділу охорони здоров'я — Мецов Петро Георгійович, завідувач фінансового відділу — П'янков Федір Олександрович,  завідувач відділу соціального забезпечення — Парамєєв Володимир Васильович, завідувач організаційно-інструкторського відділу — Єрмоліна Неоніла Олександрівна, завідувач відділу з питань праці — Тішин Михайло Леонтійович, завідувач відділу цін — Вареников І.Д., завідувач відділу запису актів громадського стану (ЗАГС) — Федорових І.В., завідувач архівного відділу — Суботіна І.В., завідувач загального відділу — Левченко Григорій Федорович, начальник відділу у справах будівництва і архітектури — Фуклєв В.М., начальник відділу юстиції — Шеблаєв В.Т., начальник управління внутрішніх справ — Жорич Анатолій Петрович, начальник управління сільського господарства — Мартинець Григорій Павлович, начальник управління меліорації і водного господарства — Шавін Олександр Федорович, начальник управління торгівлі — Макєєв Андрій Іванович, начальник управління місцевої промисловості — Фіногєєв Борис Леонідович, начальник управління побутового обслуговування населення — Кайоткін В'ячеслав Миколайович, начальник управління комунального господарства — Низовий Іван Никонович, начальник управління культури — Івановський Георгій Васильович, начальник управління кінофікації — Мірошниченко Володимир Миколайович, начальник управління професійно-технічної освіти — Домбровський Олександр Олександрович, начальник управління у справах видавництв, поліграфії і книжкової торгівлі — Гарматько Іван Миколайович, начальник управління хлібопродуктів — Гнойовий М.А., начальник виробничо-технічного управління зв'язку – Соловйов Юрій Олексійович, начальник управління харчової промисловості — Раєвський Д.І., начальник житлового управління— Іваненко І.С., начальник управління лісового господарства і лісозаготівель — Ісаєнко О.Б., начальник управління капітального будівництва — Карпович В.Ф., начальник управління громадського харчування — Свєчник А.М., начальник аптечного управління — Радченко В.Д., начальник управління з питань заготівель і постачання паливом населення, комунально-побутових підприємств і установ — Стулов Анатолій Васильович, начальник виробничого управління будівництва та експлуатації автомобільних доріг — Строков Я.А., начальник управління постачання і збуту — Яланський В.Ю., голова комітету з телебачення і радіомовлення — Качанов П.В., голова комітету з фізичної культури і спорту — Господ М. І., голова комітету народного контролю — Лук'яненко Костянтин Петрович.